# Branchipus laevicornis
Branchipus laevicornis är en kräftdjursart som beskrevs av Daday 1912. Branchipus laevicornis ingår i släktet Branchipus och familjen Branchipodidae. Inga underarter finns listade.